# Илюшин, Сергей Васильевич
Сергей Васильевич Илюшин (1 декабря 1927) — советский государственный деятель, заместитель министра электронной промышленности СССР.
Лауреат Ленинской премии (1984) и Государственной премии СССР (1975).

## Биография
Родился 1 декабря 1927 г. в с. Яголдаеве Ряжского района Рязанской области. 
С 1944 г. в рядах Советской Армии участвовал в Великой Отечественной войне в качестве старшего прожекториста ПВО Центрального Фронта. 
После Победы в войне завершил обучение в школе: окончил 10 й класс средней Сараевской школы Рязанской области. В 1946 г. поступил в Московский химико-технологический институт, который успешно окончил в 1951 г.
В 1951 г. начал свою трудовую деятельность на Московском электроламповом заводе (МЭЛЗ). Занимал должности старшего инженера, заместителя начальника производства, заместителя главного инженера по механизации и автоматизации. 
В январе 1963 г. был назначен директором МЭЛЗ. 
В период с 1965 г. по 1991 г., работал в должности заместителя Министра электронной промышленности СССР. 
Внёс существенный вклад в развитие отечественной электроники и прежде всего электронной компонентной базы. При его непосредственном участием успешно реализованы проекты по разработке и серийному производству цветных кинескопов на отечественной линии завода «Хроматрон» в Москве.

## Награды и звания
- Ленинская премия в области науки и техники (1984 г.)
- Государственная премия СССР (1975г.)
- орден Ленина
- орден Октябрьской Революции
- орден Трудового Красного Знамени
- Орден Дружбы народов
- медали